# VOST Portugal

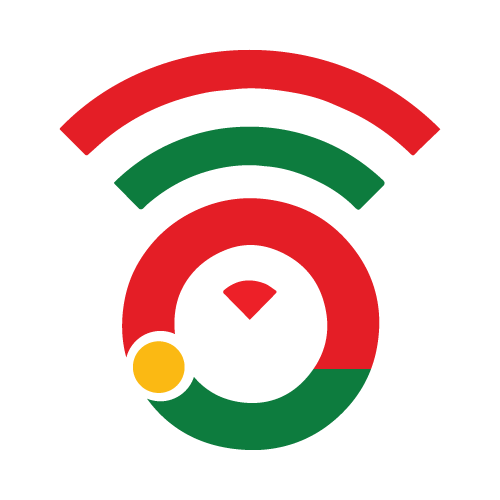
VOST Portugal

A VOST Portugal – Associação de Voluntários em Situações de Emergência, é uma Associação sem fins lucrativos que nasceu, informalmente, em Agosto de 2018 durante os incêndios de Monchique.

## Objetivos e história
O grupo de cidadãos que surgiu para colmatar a falta de informação durante os incêndios de Monchique não estava planeado crescer, ou sequer manter-se ativo. No entanto o furacão Leslie veio mostrar a necessidade de informar, em tempo real e nas redes sociais, sobre o que estava a passar. 
Após a passagem do furacão Leslie, a VOST Portugal é convidada a integrar a rede de equipas VOST Europeias (VOST Europe), liderada na altura por Laurent Alfonso.
A 16 de Outubro de 2019, e após várias ativações – nomeadamente o projeto “Já Não Dá Para Abastecer” –  a VOST Portugal torna-se formalmente uma associação de pleno direito.

## Atuação durante a pandemia de  COVID-19
No início da primeira vaga o governo português decidiu criar um “Gabinete de Resposta Digital à COVID-19” para o qual convidou, entre dezenas de entidades, a VOST Portugal.
O convite surgiu após uma audiência com o Secretário de Estado para a Transição Digital,  feita a pedido da VOST Portugal, para apresentar a este governante o “Contract for The Web“, tarefa para a qual foram mandatados pela World Wide Web Foundation.
O trabalho efetuado,  durante a primeira ativação deste gabinete, deu origem a um louvor do Secretário de Estado para a Transição Digital, publicado em Diário da República.
A VOST Portugal terminou a colaboração com o Gabinete de Resposta à COVID-19 no dia 01 de junho de 2020, pelo facto de o país, já não estar em estado de emergência.
A 15 de Janeiro de 2021 o Governo da República Portuguesa decidiu novamente reativar o Gabinete de Resposta Digital (GRD) à COVID-19, e voltou a convidar a VOST Portugal.
Nesta segunda versão do GRD COVID-19, a VOST Portugal integra os grupos de “Dados” e de “Comunicação” de forma a sensibilizar os decisores da importância de existirem mais e melhores dados públicos, e de uma comunicação mais ativa, assertiva e transparente com todos os cidadãos, bem como contribuir com ideias e soluções baseadas na experiência de quase um ano de acompanhamento deste tema.
A monitorização das redes sociais, para um efetivo combate à desinformação na pandemia de COVID-19 , continua também a ser parte fundamental da presença neste gabinete estando a equipa da VOST Portugal em contacto permanente com as mais diversas entidades oficiais.